# Stuart Holden
Stuart Holden (Aberdeen, 1º agosto 1985) è un imprenditore, ex calciatore e commentatore televisivo scozzese naturalizzato statunitense, di ruolo centrocampista,  proprietario del Maiorca.

## Carriera

### Club

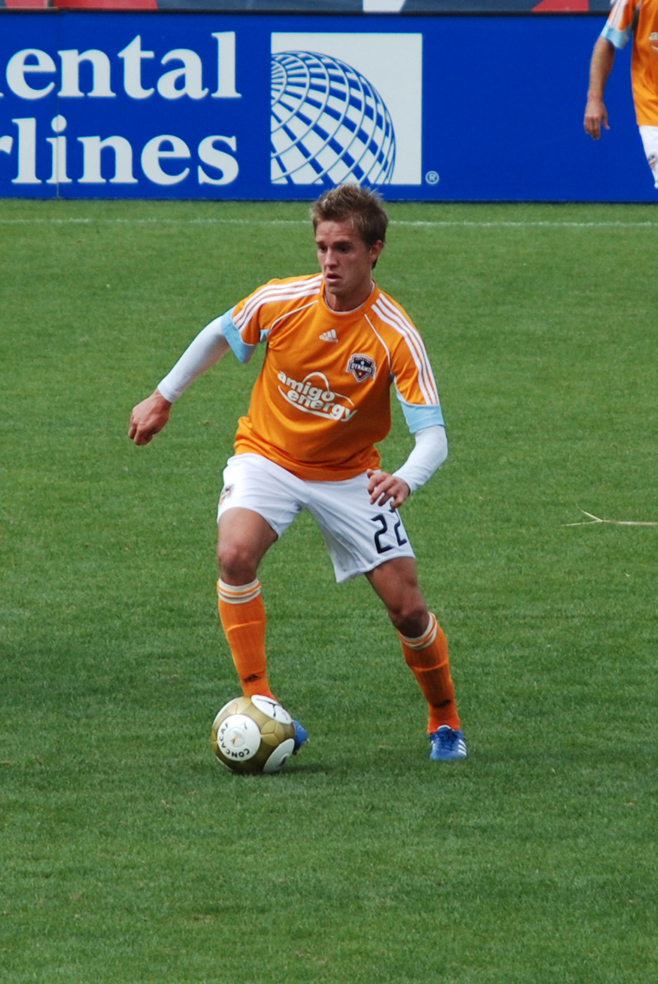
Holden con la maglia degli Houston Dynamo nel 2009.

Dopo aver giocato due anni a calcio nel college alla Clemson University, Holden firma con il club inglese del Sunderland, nel marzo 2005. Tuttavia, pochi giorni dopo, il 12 marzo, viene aggredito fuori da un bar a Newcastle upon Tyne, riportando una frattura all'occhio sinistro che gli impedisce di scendere in campo con la maglia del club. Ritorna negli Stati Uniti per giocare nella Major League Soccer, con gli Houston Dynamo per la stagione 2006. Debutta nella MLS il 27 maggio 2006 e segna il suo primo gol da professionista il 22 luglio 2006, in un pareggio per 1-1 in casa contro il New England. Gioca tredici volte nella stagione 2006 e due volte come sostituto nella Coppa MLS del campionato 2006. Dopo altre buone stagioni con la maglia dello Houston, sbarca di nuovo in Inghilterra.
Dopo aver trascorso diverse settimane di formazione in Inghilterra dopo la fine della stagione 2009 di Major League Soccer, Holden firma per i Bolton Wanderers, il 25 gennaio 2010 debuttando in FA Cup il 24 febbraio 2010, in una sconfitta per 4-0 contro il Tottenham Hotspur e in campionato il 27 febbraio 2010, giocando tutti i 90 minuti nella vittoria per 1-0 contro il Wolverhampton. Al termine della stagione 2010-2011 viene scelto da tifosi e stampa come giocatore dell'anno, malgrado un infortunio causato da un contrasto duro con Jonny Evans l'abbia costretto a saltare le ultime partite.
Gli infortuni lo hanno perseguitato per il resto della sua carriera (anche nella parentesi semestrale del 2013 allo Sheffield Wednesday, in prestito dal Bolton), tanto da costringerlo a ritirarsi nel 2016 dopo 3 anni di inattività causa problemi fisici.

### Nazionale
Partecipa alle Olimpiadi di Pechino 2008 con l'Under-23 statunitense.
Convocato per la Gold Cup 2009, debutta con la maglia degli Stati Uniti il 4 luglio 2009 contro Grenada, mettendo a segno all'esordio il suo primo gol in Nazionale maggiore. Conclude la competizione con 5 presenze e 2 reti.

## Dopo il ritiro
Dopo essersi ritirato è diventato analista per la rete statunitense ESPN. È stato commentatore per la televisione statunitense (insieme a John Strong) ai Mondiali di Russia 2018, a cui gli Stati Uniti non hanno preso parte.

## Statistiche

### Cronologia presenze e reti in Nazionale
| Cronologia completa delle presenze e delle reti in nazionale ― Stati Uniti | Cronologia completa delle presenze e delle reti in nazionale ― Stati Uniti | Cronologia completa delle presenze e delle reti in nazionale ― Stati Uniti | Cronologia completa delle presenze e delle reti in nazionale ― Stati Uniti | Cronologia completa delle presenze e delle reti in nazionale ― Stati Uniti | Cronologia completa delle presenze e delle reti in nazionale ― Stati Uniti | Cronologia completa delle presenze e delle reti in nazionale ― Stati Uniti | Cronologia completa delle presenze e delle reti in nazionale ― Stati Uniti |
| Data                                                                       | Città                                                                      | In casa                                                                    | Risultato                                                                  | Ospiti                                                                     | Competizione                                                               | Reti                                                                       | Note                                                                       |
| -------------------------------------------------------------------------- | -------------------------------------------------------------------------- | -------------------------------------------------------------------------- | -------------------------------------------------------------------------- | -------------------------------------------------------------------------- | -------------------------------------------------------------------------- | -------------------------------------------------------------------------- | -------------------------------------------------------------------------- |
| 4-7-2009                                                                   | Seattle                                                                    | Stati Uniti                                                                | 4 – 0                                                                      | Grenada                                                                    | Gold Cup 2009 - 1º turno                                                   | 1                                                                          |                                                                            |
| 11-7-2009                                                                  | Foxborough                                                                 | Stati Uniti                                                                | 2 – 2                                                                      | Haiti                                                                      | Gold Cup 2009 - 1º turno                                                   | 1                                                                          |                                                                            |
| 18-7-2009                                                                  | Filadelfia                                                                 | Stati Uniti                                                                | 2 – 1                                                                      | Panama                                                                     | Gold Cup 2009 - Quarti                                                     | -                                                                          |                                                                            |
| 23-7-2009                                                                  | Chicago                                                                    | Honduras                                                                   | 0 – 2                                                                      | Stati Uniti                                                                | Gold Cup 2009 - Semifinale                                                 | -                                                                          |                                                                            |
| 26-7-2009                                                                  | East Rutherford                                                            | Stati Uniti                                                                | 0 – 5                                                                      | Messico                                                                    | Gold Cup 2009 - Finale                                                     | -                                                                          |                                                                            |
| 12-8-2009                                                                  | Città del Messico                                                          | Messico                                                                    | 2 – 1                                                                      | Stati Uniti                                                                | Qual. Mondiali 2010                                                        | -                                                                          | 57’                                                                        |
| 5-9-2009                                                                   | Sandy                                                                      | Stati Uniti                                                                | 2 – 1                                                                      | El Salvador                                                                | Qual. Mondiali 2010                                                        | -                                                                          | 72’                                                                        |
| 9-9-2009                                                                   | Port of Spain                                                              | Trinidad e Tobago                                                          | 0 – 1                                                                      | Stati Uniti                                                                | Qual. Mondiali 2010                                                        | -                                                                          | 81’                                                                        |
| 10-10-2009                                                                 | San Pedro Sula                                                             | Honduras                                                                   | 2 – 3                                                                      | Stati Uniti                                                                | Qual. Mondiali 2010                                                        | -                                                                          |                                                                            |
| 14-10-2009                                                                 | Washington                                                                 | Stati Uniti                                                                | 2 – 2                                                                      | Costa Rica                                                                 | Qual. Mondiali 2010                                                        | -                                                                          | 68’                                                                        |
| 18-11-2009                                                                 | Aarhus                                                                     | Danimarca                                                                  | 3 – 1                                                                      | Stati Uniti                                                                | Amichevole                                                                 | -                                                                          | 61’                                                                        |
| 3-3-2010                                                                   | Amsterdam                                                                  | Paesi Bassi                                                                | 2 – 1                                                                      | Stati Uniti                                                                | Amichevole                                                                 | -                                                                          | 34’                                                                        |
| 26-5-2010                                                                  | East Hartford                                                              | Stati Uniti                                                                | 2 – 4                                                                      | Rep. Ceca                                                                  | Amichevole                                                                 | -                                                                          |                                                                            |
| 29-5-2010                                                                  | Filadelfia                                                                 | Stati Uniti                                                                | 2 – 1                                                                      | Turchia                                                                    | Amichevole                                                                 | -                                                                          | 81’                                                                        |
| 12-6-2010                                                                  | Rustenburg                                                                 | Inghilterra                                                                | 1 – 1                                                                      | Stati Uniti                                                                | Mondiali 2010 - 1º turno                                                   | -                                                                          | 86’                                                                        |
| 9-10-2010                                                                  | Chicago                                                                    | Stati Uniti                                                                | 2 – 2                                                                      | Polonia                                                                    | Amichevole                                                                 | -                                                                          |                                                                            |
| 12-10-2010                                                                 | Chester                                                                    | Stati Uniti                                                                | 0 – 0                                                                      | Colombia                                                                   | Amichevole                                                                 | -                                                                          | 59’                                                                        |
| 30-5-2013                                                                  | Cleveland                                                                  | Stati Uniti                                                                | 2 – 4                                                                      | Belgio                                                                     | Amichevole                                                                 | -                                                                          | 81’                                                                        |
| 11-6-2013                                                                  | Seattle                                                                    | Stati Uniti                                                                | 2 – 0                                                                      | Panama                                                                     | Qual. Mondiali 2014                                                        | -                                                                          | 90+1’                                                                      |
| 5-7-2013                                                                   | San Diego                                                                  | Stati Uniti                                                                | 6 – 0                                                                      | Guatemala                                                                  | Amichevole                                                                 | -                                                                          | 46’                                                                        |
| 9-7-2013                                                                   | Portland                                                                   | Stati Uniti                                                                | 6 – 1                                                                      | Belize                                                                     | Gold Cup 2013 - 1º turno                                                   | 1                                                                          | 46’                                                                        |
| 13-7-2013                                                                  | Atlanta                                                                    | Stati Uniti                                                                | 4 – 1                                                                      | Cuba                                                                       | Gold Cup 2013 - 1º turno                                                   | -                                                                          | 58’                                                                        |
| 16-7-2013                                                                  | East Rutherford                                                            | Stati Uniti                                                                | 1 – 0                                                                      | Costa Rica                                                                 | Gold Cup 2013 - 1º turno                                                   | -                                                                          | 60’                                                                        |
| 24-7-2013                                                                  | Salt Lake City                                                             | Stati Uniti                                                                | 3 – 1                                                                      | Honduras                                                                   | Gold Cup 2013 - Semifinale                                                 | -                                                                          |                                                                            |
| 28-7-2013                                                                  | Chicago                                                                    | Stati Uniti                                                                | 1 – 0                                                                      | Panama                                                                     | Gold Cup 2013 - Finale                                                     | -                                                                          | 23’                                                                        |
| Totale                                                                     |                                                                            | Presenze                                                                   | 25                                                                         |                                                                            | Reti                                                                       | 3                                                                          |                                                                            |

## Palmarès

### Club

#### Competizioni nazionali
- Campionato MLS: 2

Houston Dynamo: 2006, 2007

### Nazionale
- Gold Cup: 1

2013